# Wyeomyia ulocoma
Wyeomyia ulocoma är en tvåvingeart som först beskrevs av Theobald 1903.  Wyeomyia ulocoma ingår i släktet Wyeomyia och familjen stickmyggor. Inga underarter finns listade i Catalogue of Life.